# Aleiodes pallescens
Aleiodes pallescens är en stekelart som beskrevs av Hellen 1927. Aleiodes pallescens ingår i släktet Aleiodes och familjen bracksteklar. Inga underarter finns listade i Catalogue of Life.